# Simon Lynge
Simon Lynge (ur. 1980) – pochodzący z Grenlandii piosenkarz i autor tekstów wykonujący muzykę pop.

## Życiorys
Simon Lynge urodził się w 1980 roku w Qaqortoq. Dorastał w rodzinie o muzycznych korzeniach. Jest synem Dunki i Grenlandczyka Carla Lynge, który współpracował z grenlandzkim muzykiem Rasmusem Lyberthem oraz teatrem Tuukaq Teatret.
W Konserwatorium Muzycznym w duńskim mieście Holstebro Lynge studiował grę na fortepianie oraz instrumentach perkusyjnych, a także operę. Niebawem zaczął pisać teksty i grać na gitarze. Przez pewien czas mieszkał w Londynie, gdzie występował w popularnym klubie Kashmir. Mieszka w Port Townsend w stanie Waszyngton w USA.

## Dyskografia

### Albumy
- A Beautiful Way to Drown[2]
- 2010: The Future[1]
- 2014: The Absence of Fear[4]
- 2016: The Map of Your Life

### Single i inne wydania
- 2004: 6 Sketches (EP)
- 2007: Beyond My Skin (EP)[2]
- 2014: Silver Light[5]
- 2014: Perpetual Now[6]